# Pull My Daisy
Pull My Daisy is een Amerikaanse korte film uit 1959. De film volgt Allen Ginsberg, Peter Orlovsky, Gregory Corso en anderen terwijl Jack Kerouac een geïmproviseerd verhaal vertelt. De film werd in 1996 opgenomen in het National Film Registry.